# Kinorhyncha

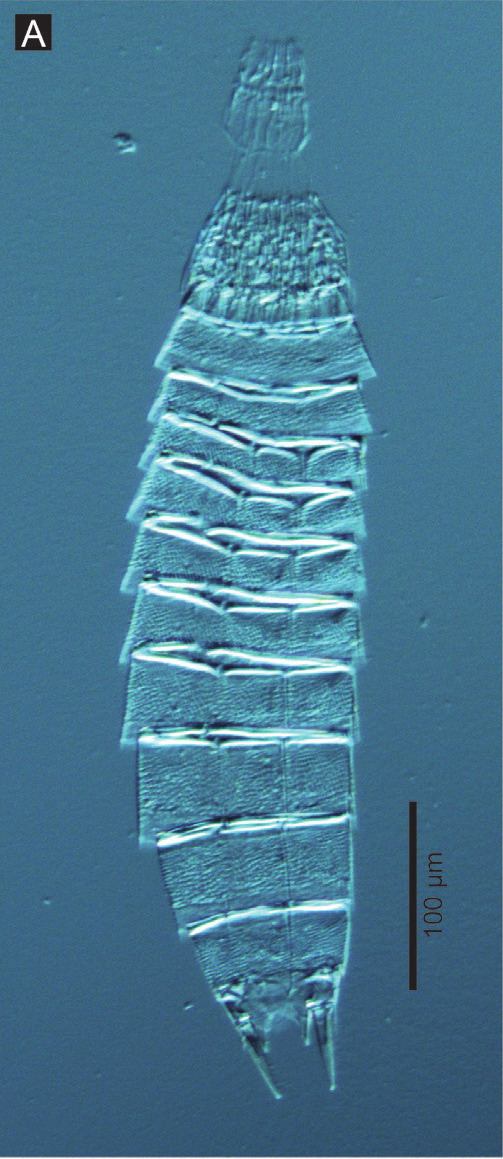
Cyclorhagida: Echinoderes hwiizaa

Kinorhyncha este o încrengătură de nevertebrate vermiforme. Cele mai apropiate încrengături sunt Priapulida și Loricifera, cu care sunt repartizate împreună în clada Scalidophora. Încrengătura a fost clasificată pentru prima dată în 1841 pe coasta franceză a Canalului Mânecii, și și-a primit numele științific actual în 1887 de la zoologul W. Reinhard. A rămas până astăzi o grupă mai degrabă obscură și puțin studiată; o singură genă a unei singure specii a fost secvențiată.

## Morfologie
Aceste ființe vermiforme măsoară aproape întotdeauna între 200 μm și 1 mm, au o culoare gălbuie-maro și sunt aplatizate ventral. Corpul lor este triunghiular sau circular în secțiune și constă din trei părți: capul sau „introvertul”, gâtul și trunchiul. Acesta din urmă este împărțit în exact unsprezece segmente inelare, numite „zonite”; segmentarea nu apare numai la nivelul epidermei (cuticulei), ci și la nivelul musculaturii, glandelor și a sistemului nervos. În trecut capul și gâtul erau considerate și ele segmente, însă astăzi această abordare este controversată.

### Morfologie externă
Capul prezintă de la cincizeci la nouăzeci de cârlige, dispuse în maxim șapte rânduri concentrice. Poate fi retras în gât și în primul segment al trunchiului. Gâtul nu prezintă cârlige, ci până la șaizeci de plăci întărite ale epidermei, numite placide, care se închid peste cap la retragerea acestuia. Segmentele următoare sunt acoperite deseori cu alte cârlige sau cu perișori fini, iar pe ultimul dintre segmente se observă spini terminali dispuși marginal, cu vârful în spate. Uneori pe al doilea segment se găsesc mici tuburi; se presupune că acestea asigură aderența la un substrat.

### Piele, musculatură și celom
Pielea constă dintr-un strat exterior chitinos, acelular și neflagelat, numit cuticulă, și un strat celular sub acesta, epiderma. Cuticula se compune din epicuticulă, stratul exterior subțire, intracuticulă, stratul dur din mijloc, și procuticulă, stratul intern, cu o structură fibroasă. În fiecare segment se găsește în poziție dorsală o placă întărită numită tergit, iar în poziție ventrală una sau două numite sternite; numai cele dintâi prezintă spini mobili, numiți „scalide”. Cuticula este foarte subțire între segmente, unde funcționează ca o balama, permițând flexibilitatea corpului. În rest nu este foarte elastică, astfel încât indivizii să poată năpârli la intervale regulate pentru a crește.
Epiderma conține numeroase glande care produc mucus, care se deschid la exterior prin deschizături în cuticulă și secretă un înveliș de mucus. Dedesubtul epidermei se găsește musculatura fasciată longitudinală. Lângă aceasta se găsesc mușchii dorsoventrali și un mușchi circular care înconjoară aparatul bucal. Două grupe de mușchi îi permit animalului să își retragă introvertul. O caracteristică neobișnuită a musculaturii la încrengătura Kinorhyncha este că, spre deosebire de majoritatea celorlalte grupe de animale, celulele musculare trimit prelungiri  către celulele musculare și nu invers.
Cavitatea corporală dintre stratul de mușchi și tubul digestiv este probabil un hemocelom, așa că nu este înconjurată de un strat celular propriu. În aceasta se găsește un lichid celomic cu un conținut mare de celule asemănătoare unor amibe. Hemocelomul folosește atât ca schelet hidrostatic, cât și la preluarea și distribuirea nutrimentelor și oxigenului.

### Organe digestive, secretoare și reproductive
Tractul digestiv începe cu gura, care se găsește la capătul anterior al corpului, la vârful unui con protractibil înconjurat de nouă spini. La orificiul bucal căptușit de cuticulă, care are probabil și o funcție de filtrare, se conectează un gât musculos care servește la sugerea hranei. Acesta, la rândul său, se transformă, mergând mai departe, într-un intestin cilindric care prezintă numeroase invaginări numite microvili și care absoarbe nutrienții. Intestinul este înconjurat de musculatură longitudinală și circulară, iar la capătul acestuia se găsește rectul căptușit și el de cuticulă. Anusul este dispus ventral la al unsprezecelea segment.